# Villamiroglio
Villamiroglio (piemontesisch Vilamireu oder Vila dij Mireu) ist eine italienische Gemeinde in der Provinz Alessandria (AL), Region Piemont.

## Lage und Einwohner
Die Gemeinde Villamiroglio liegt rund 60 km nordwestlich von der Provinzhauptstadt Alessandria entfernt. Das Gemeindegebiet umfasst eine Fläche von 9 km² und hat 292 (Stand 31. Dezember 2023) Einwohner. In Villamiroglio sind alle Straßenschilder zweisprachig italienisch-piemontesisch angeschrieben. Im Jahr 2020 wurde auch vorgeschlagen, einen „Tag der piemontesischen Sprache und Kultur“ einzuführen.
Die Nachbargemeinden sind Cerrina Monferrato, Gabiano, Moncestino, Odalengo Grande und Verrua Savoia.

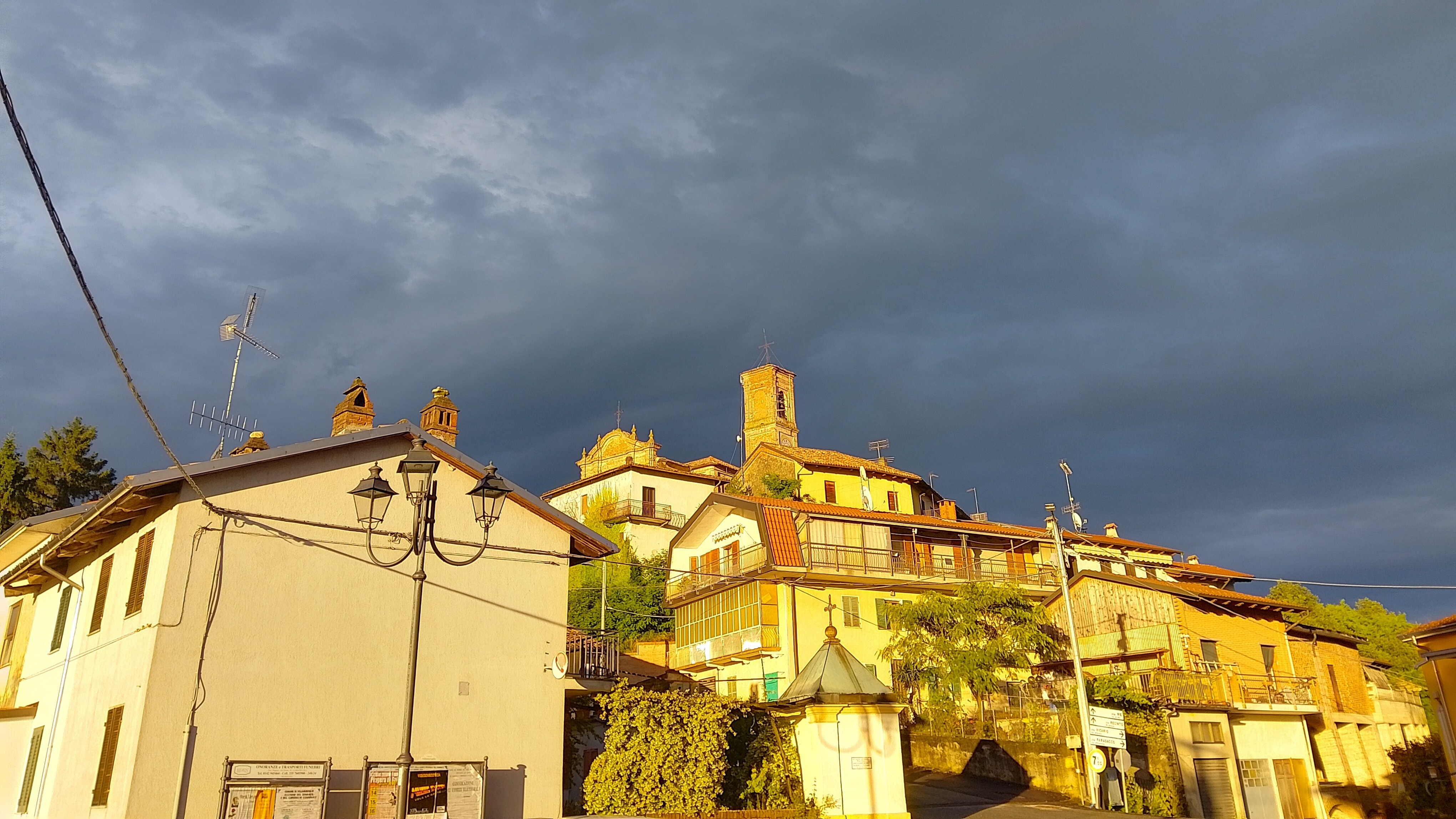
Panorama

## Geschichte

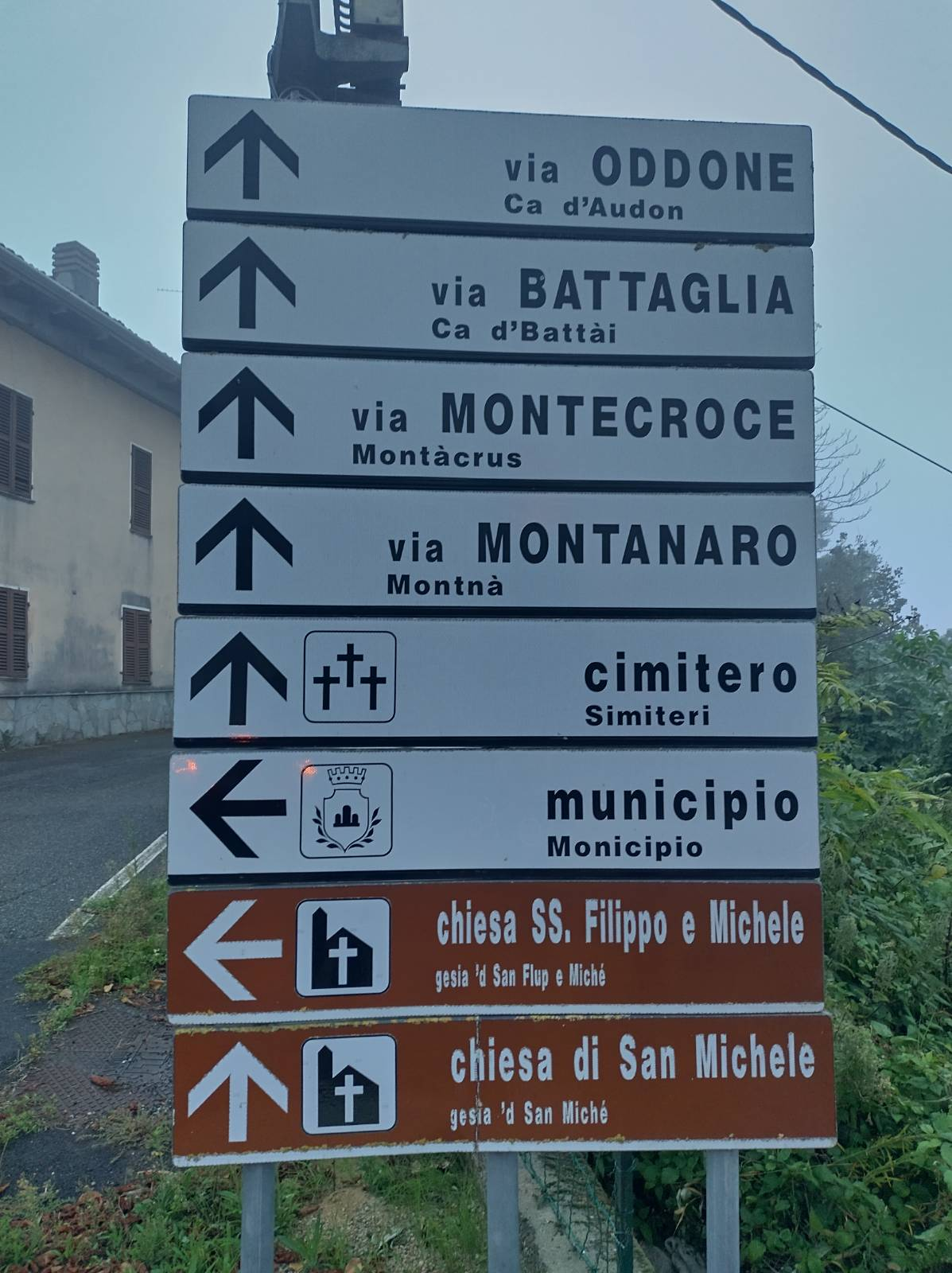
Zweisprachiges Straßenschild in Villamiroglio

Der Ortsname setzt sich aus der Determinante Villa zusammen, einem lateinischen Begriff, der an das Vorhandensein einer kleinen ländlichen Siedlung erinnert, und der Determinante, die den Namen einer Familie widerspiegelt. 
Die Siedlung entstand im Mittelalter dank der Taten der Herren von Miroglio und Cunico, die mit Hilfe der örtlichen Bevölkerung und der Einwohner von Seminengo, Sessana und Moncestino dort eine erste Siedlung gründeten. Ursprünglich durch Kaiser Friedrich I. in die Hände der Markgrafen von Monferrato gelegt, mussten sich die späteren Herren der Familie Monferrato unterwerfen, die ihrerseits das Lehen an Bonifacio und Filippo Miroglio abtrat.
Zu Beginn des 18. Jahrhunderts wurde auch sie mit dem Vertrag von Utrecht, wie alle anderen Zentren der Region, in die Herrschaftsgebiete der Savoyer eingegliedert. Im 19. Jahrhundert, mit dem Beginn der Industrialisierung, erlebte Villamiroglio dank der Landwirtschaft und der Stoffproduktion eine Phase des wirtschaftlichen Aufschwungs. Während des Zweiten Weltkriegs erlitt die Stadt mehrere Bombenangriffe, die Schäden an Gebäuden und Häusern verursachten.

## Sehenswürdigkeiten
- Die Pfarrkirche Filippo und Michele, die 1764 an der Stelle erbaut wurde, an der einst ein anderes religiöses Gebäude stand. Der Glockenturm wurde 1816 begonnen und 1823 fertiggestellt.
- Die Kirche San Michele, die sich neben dem Friedhof befindet.
- Die Kirche Santa Liberata.
- Die Kirche San Rocco ist mitten im Wald auf dem Hügel gegenüber von Villamiroglio gelegen.
- Die Pfarrkirche Santo Stefano, ursprünglich aus dem Jahr 1819.
- Die Kirche San Filippo, erbaut 1740.

## Weinbau
Einige Parzellen der Rebflächen um Villamiroglio gehören zur DOC Rubino di Cantavenna. Bei Villamiroglio werden auch Reben der Sorte Barbera für den Barbera d’Asti, einen Rotwein mit DOCG Status sowie für den Barbera del Monferrato angebaut.